# Berno apát
Berno apát (németül: Berno von Reichenau, 970-980 körül – Reichenau, 1048. június 7.) a reichenaui kolostor apátja 1008-tól 1048-ban bekövetkezett haláláig. Levelezése fontos forrásanyaga a XI. századi magyar történelemnek.

## Élete
Berno származásáról semmi biztosat nem tudunk és születési ideje sem ismert pontosan. II. Henrik német-római császár nevezte ki a reichenaui kolostor apátjának 1008-ban. Kiterjedt levelezést folytatott a kor vezető személyiségeivel, többek között II. Henrikkel, majd utódával III. Henrikkel, illetve I. István és Péter magyar királyokkal, Adalbolddal Utrecht püspökével. 1020-ban, 7 éves korában került Reichenauba, a Berno által vezetett kolostorba, Reichenaui Hermann, aki Berno egyik leghíresebb tanítványa lett. 1044-45-ben Berno addig elkészült irodalmi műveit, beleértve a levelezését is, III. Henrik gondjaira bízta.
Berno apát I. István királyt a szent egyház tagjának nevezte, és a jeruzsálemi zarándokok iránt viseltetett emberségét, bőkezűségét és szelídségét emelte ki. István és felesége, Gizella lelki üdvéért ünnepi miséket tartott, és mindkettőjük nevét az Élet Könyvébe feljegyeztette.

## Művei
A levelezés eredeti példánya – beleértve Bernónak Istvánhoz intézett leveleit – ugyan nem maradt fenn, de töredékei fennmaradtak másolatban. Ezek a levelek Péter és Aba Sámuel uralkodásának, illetve a köztük kitört trónviszálynak a legfontosabb forrásai.